# 335 км (зупинний пункт)
336 кіломе́тр — зупинний пункт Криворізької дирекції Придніпровської залізниці на магістральній лінії Мерефа — Херсон, ділянка Нижньодніпровськ-Вузол — Апостолове. До 1998 року -  Роз'їзд 336 км.
Розташований поблизу села Тарасо-Григорівка Апостолівського району Дніпропетровської області між станціями Павлопілля (327 км магістралі) та Жовтокам'янка (345 км магістралі).
На зупинному пункті розташовані споруди, які є типовими для лінії Нижньодніпровськ-Вузол — Апостолове: стара низька (довга) пасажирська платформа біля демонтованої бічної приймально-відправної колії, яка обслуговувала колишній Роз'їзд 336 км, нова (коротка) низька пасажирська платформа біля головної колії магістралі, залізобетонний павільйон з квитковою касою (каса законсервована) та навісом. 
Через зупинний пункт щоденно проходить пара приміських поїздів локомотивної тяги у напрямку Дніпра-Лоцманської та пара в напрямку Апостолового.
https://uk.wikipedia.org/wiki/336_км_(зупинний_пункт,_Криворізька_дирекція_Придніпровської_залізниці)